# Aphyosemion heinemanni
Aphyosemion heinemanni е вид лъчеперка от семейство Nothobranchiidae.

## Разпространение
Видът е разпространен в Камерун.

## Описание
На дължина достигат до 5 cm.